# Лиола (Јужна Дакота)
Лиола (енгл. Leola) град је у америчкој савезној држави Јужна Дакота.

## Демографија
По попису из 2010. године број становника је 457, што је 5 (-1,1%) становника мање него 2000. године.
| Група             | 2000.       | 2010.       |
| Белци             | 461 (99,8%) | 439 (96,1%) |
| Афроамериканци    | 0 (0,0%)    | 1 (0,2%)    |
| Азијати           | 0 (0,0%)    | 1 (0,2%)    |
| Хиспаноамериканци | 0 (0,0%)    | 9 (2,0%)    |
| Укупно            | 462         | 457         |